# Regiunea Saint-Louis
Regiunea Saint-Louis este o unitate administrativă de gradul I a Senegalului. Reședința sa este orașul Saint-Louis.